# Hampstead Heath
Hampstead Heath (localment conegut com a "the Heath") és un gran i antic parc de Londres que ocupa 320 hectàrees. Aquest espai públic amb herba és un dels punts de més altitud de Londres (134 m). Va de Hampstead (Camden) a Highgate. El Heath és laberíntic i aturonat, abraça llacunes i arbredes antigues i modernes, llocs d'esbarjo i una pista d'entrenament i confronta amb la majestuosa casa de Kenwood House.
The Heath és un lloc popular pels londinencs per a passejar i prendre l'aire. És un lloc d'especial interès científic i s'hi celebren concerts a l'estiu.
Apareix per escrit des de l'any 986 i al Domesday Book de 1086 quan era propietat del monestir de Sant Pere de l'Abadia de Westminster i es coneixia sota el nom de "Manor of Hampstead". La part de Parliament Hill es va adquirir per al públic el 1875 i es va fer el parc el 1888, Kenwood House es va afegir el 1928.

## Galeria

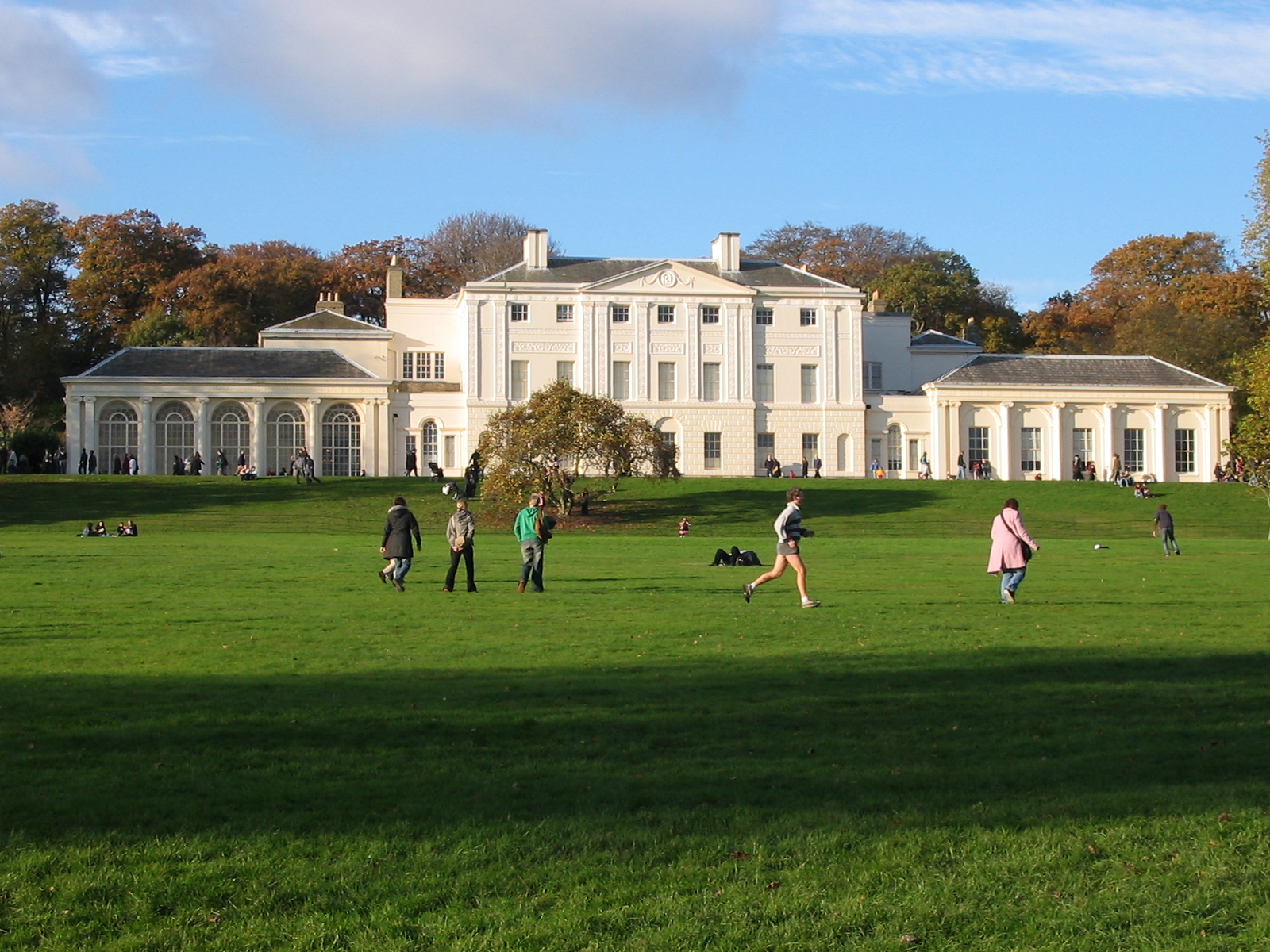
Kenwood House
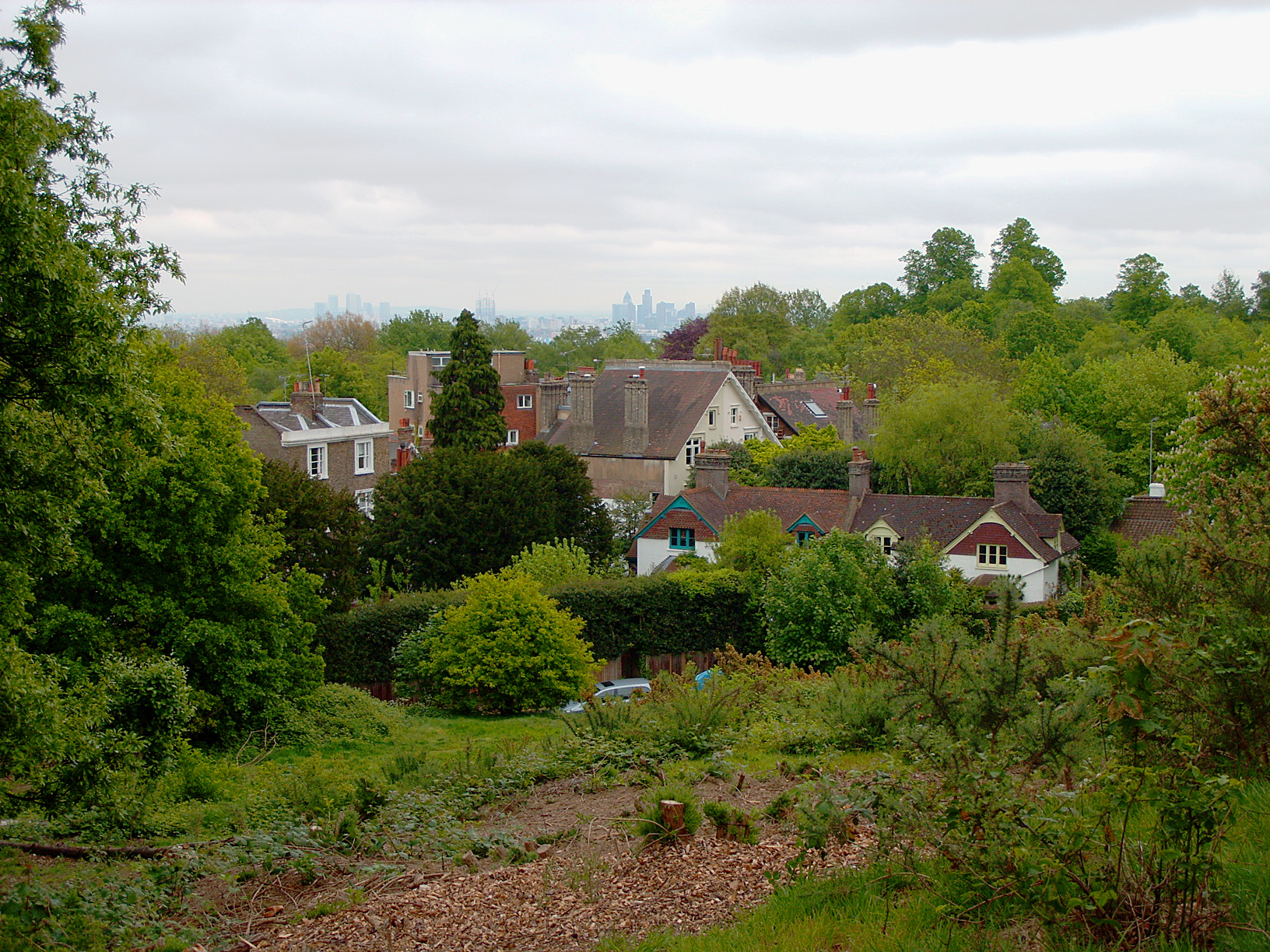
The Vale of Health
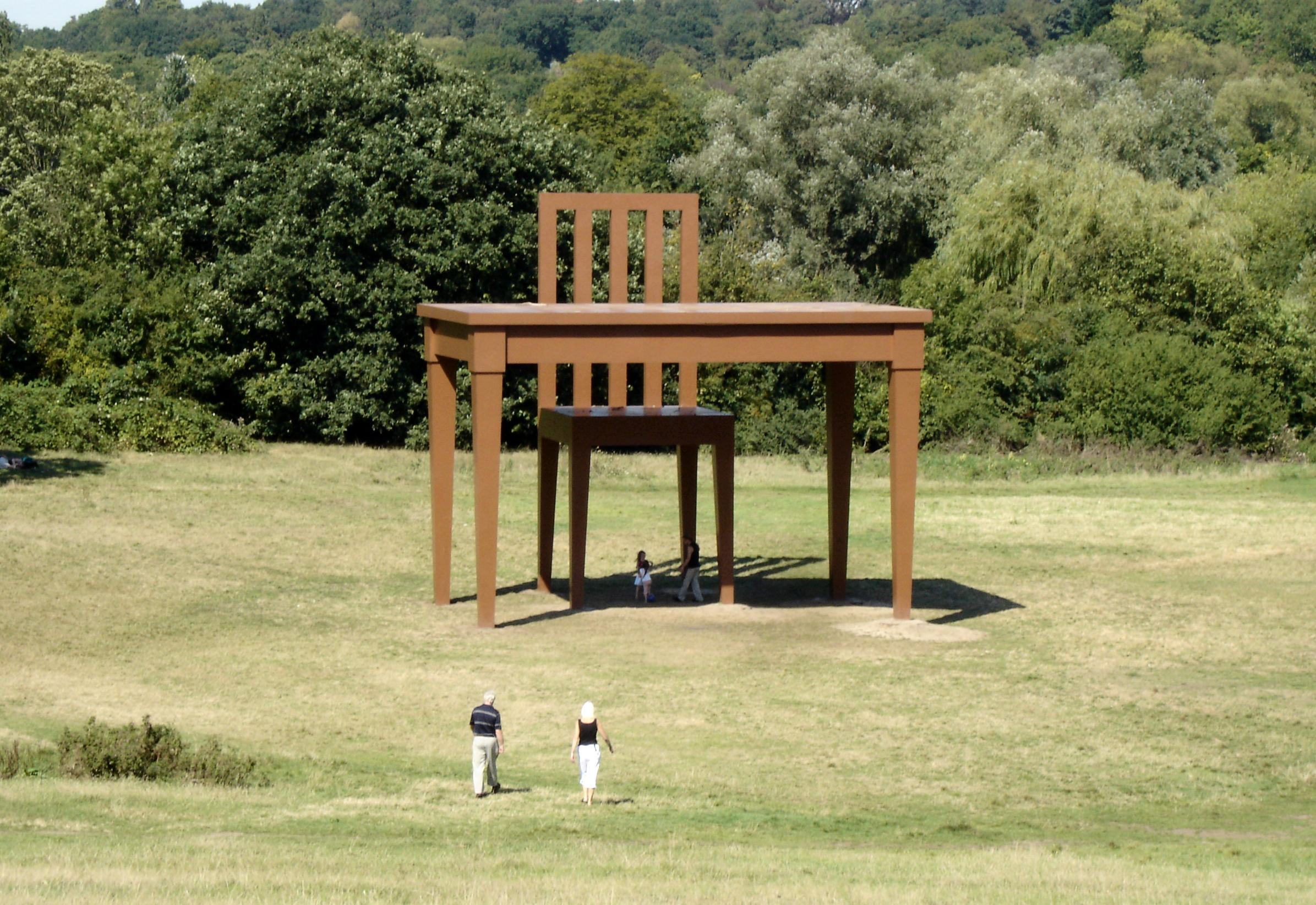
The Writer, estructura provisional a 2006
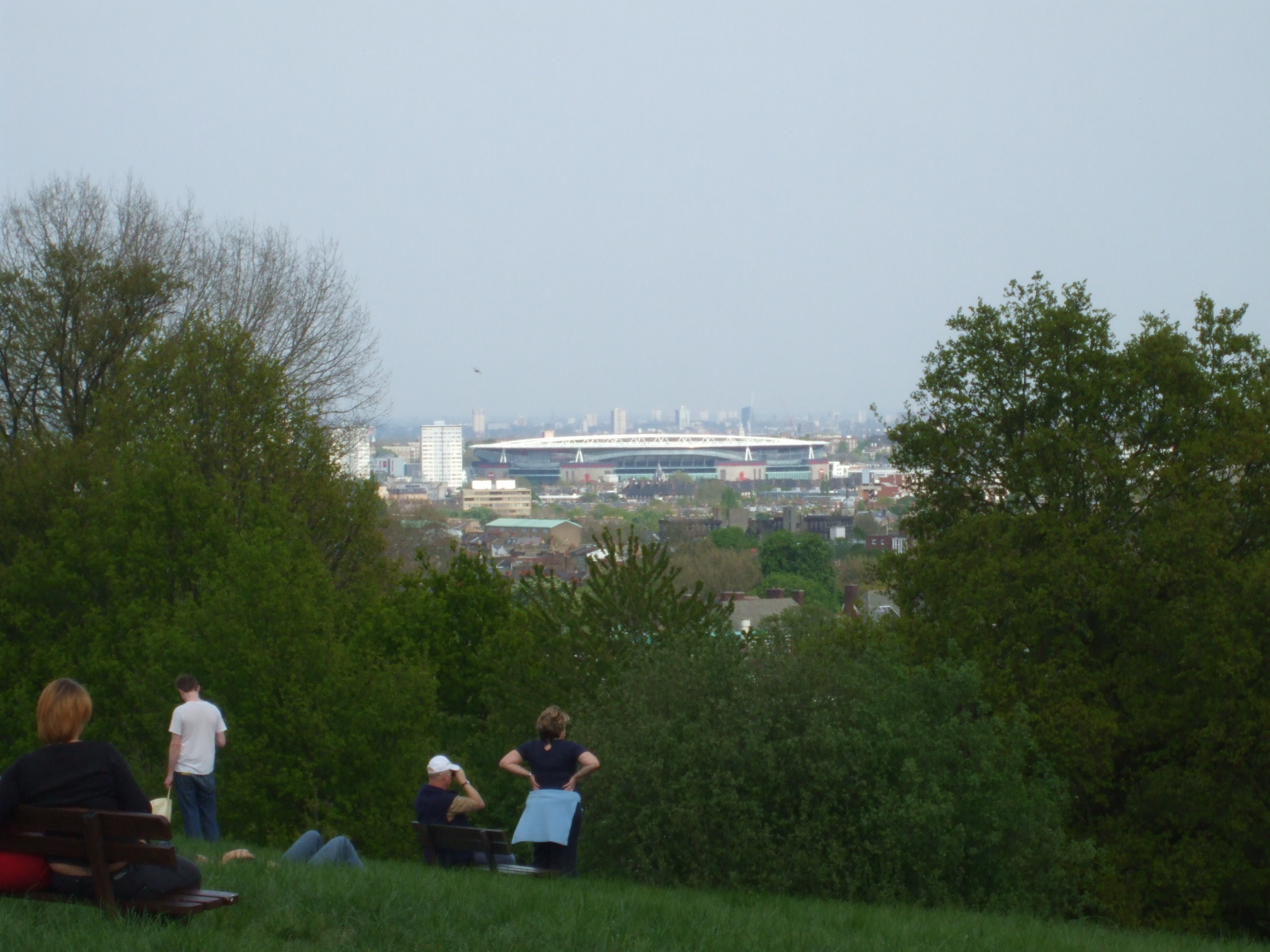
Arsenal FC's Emirates Stadium vista des de Parliament Hill
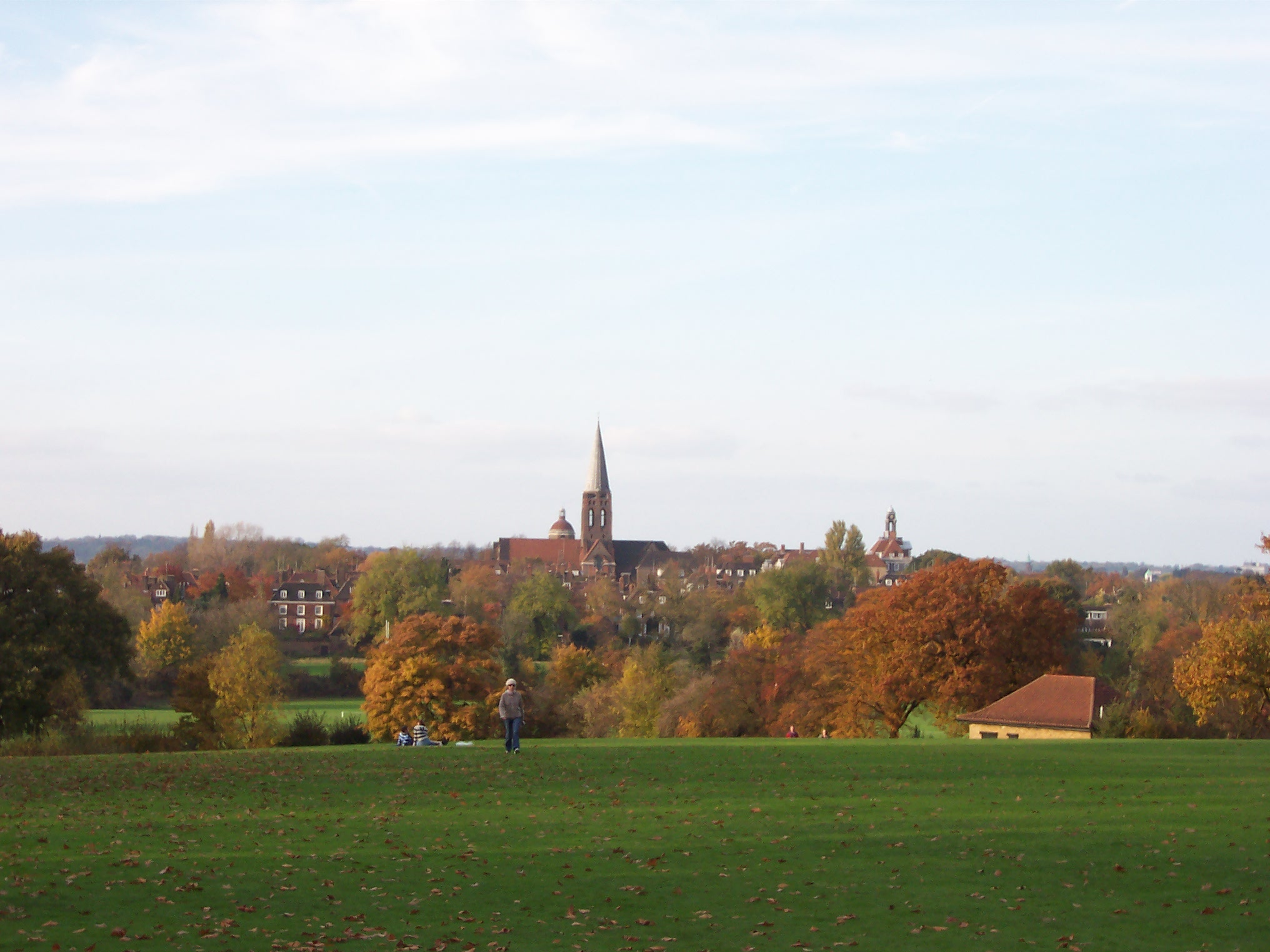
Vista cap a St Jude's Church a Hampstead Garden Suburb des de the Heath extension

Panorama de Londres des de Parliament Hill